# 墨菲斯 (加利福尼亞州)
墨菲斯（英語：Murphys）是位於美國加利福尼亞州卡拉韋拉斯縣的一個人口普查指定地區。

## 地理
墨菲斯的座標為38°08′00″N 120°28′00″W / 38.13333°N 120.46667°W，而該地最高點為海拔高度662米（即2162英尺）。

## 人口
根據2010年美國人口普查的數據，墨菲斯的面積為26.738平方千米，當中陸地面積為26.732平方千米，而水域面積為0.006平方千米。當地共有人口2213人，而人口密度為每平方千米82人。